# Ptychomitrium barrii
Ptychomitrium barrii là một loài rêu trong họ Ptychomitriaceae. Loài này được (R. Br. bis) Dixon mô tả khoa học đầu tiên năm 1926.